# اردال اوزیاغجیلار
اردال اوزیاغجیلار (ترکی استانبولی: Erdal Özyağcılar؛ زادهٔ ۱۹۴۸) هنرپیشه اهل ترکیه است.
وی از سال ۱۹۶۶ میلادی تاکنون مشغول فعالیت بوده است. از فیلم‌ها یا برنامه‌های تلویزیونی که وی در آن
ایفای نقش کرده است می‌توان به سیب ممنوعه اشاره کرد.